# Mount Howe
Mount Howe ist ein langgestreckter Berg von 2930 m Höhe, der an seiner Basis an niedrige Bergkämme und giebelförmige Nunatakker anschließt. Er ragt an der Ostflanke des Scott-Gletschers gegenüber Mount McIntyre auf. Mount Howe ist einschließlich seiner deutlich kleineren, südlich gelegenen Zeugenberge mit einer Entfernung von etwa 287 km zum geografischen Südpol der südlichste Berg der Welt.
Entdeckt wurde er im Dezember 1934 von der geologischen Mannschaft der zweiten Antarktisexpedition (1933–1935) des US-amerikanischen Polarforschers Richard Evelyn Byrd. Byrd benannte ihn nach dem Journalisten Louis McHenry Howe (1871–1936), einem politischen Berater von US-Präsident Franklin D. Roosevelt.